# 고가시 (이바라키현)
고가시(일본어: 古河市)는 일본 간토 지방의 거의 중앙, 이바라키현 서단에 있는 도시이다.
이바라키현에 속해 있지만 국도 4호선(닛코 가도)과 우쓰노미야선(도호쿠 본선) 연선에 위치해 경제나 교육 면에서 도치기현, 사이타마현과의 연결성이 강하고 도쿄도와도 연결성이 있다.

## 역사
일찍이 나라 시대부터 와타라세강의 나루터로 활기찼다. 무로마치 시대에 고가 구보의 본거지였고 에도 시대에는 고가번의 조카마치이자 닛코 가도의 슈쿠바인 고가 숙소로서 번성하였다. 고가번은 시모사국에 있었기 때문에 현재에도 옛 히타치국 미토 가도가 중심이 되어 형성하고 있는 이바라키현 내에서는 역사적, 문화적으로 특이한 부분이 많다.
메이지 시대에 들어가면서 제사 산업이 발달해 인구가 급증하였고 한때 이바라키현에서 두 번째로 인구가 많았다. 1958년에 도호쿠 본선이 부설되어 도쿄 우에노까지 약 1시간 거리로 연결된 후 도쿄의 주택 지역으로 발전해 합병 전에는 인구밀도로 현내 1위가 되었다. 현재는 도심 회귀의 영향으로 도쿄의 주택 지역 역할은 희미해졌지만 인구는 쓰치우라시에 이어 이바라키현 6위이다.
- 1885년 7월 16일 - 도호쿠 본선 고가역이 개설되었다.
- 1889년 4월 1일 - 니시카쓰시카군 고가정이 성립하였다.
- 1896년 3월 29일 - 니시카쓰시카군이 폐지되어 사시마군에 편입되었다.
- 1950년 8월 1일 - 사시마군 고가정이 시로 승격해 고가시가 되었다.
- 1955년 3월 15일 - 신고촌을 편입하였다.
- 2005년 9월 12일 - 사시마군 소와정, 산와정을 합병해 새로운 고가시가 되었다.

## 인구
| 연도 | 인구    | ±%     |
| ---- | ------- | ------ |
| 1950 | 78,478  | —      |
| 1960 | 82,446  | +5.1%  |
| 1970 | 97,659  | +18.5% |
| 1980 | 117,691 | +20.5% |
| 1990 | 139,239 | +18.3% |
| 2000 | 146,452 | +5.2%  |
| 2010 | 142,973 | −2.4%  |

## 지리
간토평야의 거의 중앙에 위치하고 전역에 걸쳐 평탄한 지형이 펼쳐져 있다. 남부에서는 도네강이 동쪽으로 흐르고 서부에서는 와타라세 유수지를 경유하는 와타라세강이 흘러 도네가와교 북쪽에서 도네강과 합류한다.
남부에 비해 북부는 약간 고도가 높고 시내를 흐르는 강은 도네강을 제외하고는 북쪽에서 남쪽으로 흐른다. 한편 동서 방향에서는 눈에 띄는 고도 차이는 없다.

### 기후
전형적인 간토 내륙의 기후이다. 여름은 무더위로 유명한 구마가야시, 다테바야시시와 비슷하고 겨울은 춥다. 일 최고기온 기록인 39.5℃는 현내 최고기온이고 8월 최고기온 평년값(30.7℃)도 현내에서 가장 높다.
겨울에는 방사냉각 현상으로 아침은 영하로 떨어지는 경우도 자주 있다. 북서계절풍이 강하고 휴경 중인 논밭에서 모래 먼지가 날아오는 경우도 많다.
| 이바라키현 고가시의 기후                                     | 이바라키현 고가시의 기후 | 이바라키현 고가시의 기후 | 이바라키현 고가시의 기후 | 이바라키현 고가시의 기후 | 이바라키현 고가시의 기후 | 이바라키현 고가시의 기후 | 이바라키현 고가시의 기후 | 이바라키현 고가시의 기후 | 이바라키현 고가시의 기후 | 이바라키현 고가시의 기후 | 이바라키현 고가시의 기후 | 이바라키현 고가시의 기후 | 이바라키현 고가시의 기후 |
| 월                                                           | 1월                      | 2월                      | 3월                      | 4월                      | 5월                      | 6월                      | 7월                      | 8월                      | 9월                      | 10월                     | 11월                     | 12월                     | 연간                     |
| ------------------------------------------------------------ | ------------------------ | ------------------------ | ------------------------ | ------------------------ | ------------------------ | ------------------------ | ------------------------ | ------------------------ | ------------------------ | ------------------------ | ------------------------ | ------------------------ | ------------------------ |
| 역대 최고 기온 °C (°F)                                       | 18.8 (65.8)              | 23.4 (74.1)              | 26.1 (79.0)              | 31.4 (88.5)              | 35.1 (95.2)              | 38.0 (100.4)             | 39.5 (103.1)             | 39.6 (103.3)             | 38.2 (100.8)             | 33.1 (91.6)              | 24.7 (76.5)              | 25.3 (77.5)              | 39.6 (103.3)             |
| 일평균 최고 기온 °C (°F)                                     | 9.2 (48.6)               | 10.3 (50.5)              | 14.0 (57.2)              | 19.6 (67.3)              | 24.1 (75.4)              | 26.6 (79.9)              | 30.6 (87.1)              | 32.0 (89.6)              | 27.8 (82.0)              | 21.9 (71.4)              | 16.4 (61.5)              | 11.4 (52.5)              | 20.3 (68.6)              |
| 일일 평균 기온 °C (°F)                                       | 3.6 (38.5)               | 4.6 (40.3)               | 8.2 (46.8)               | 13.5 (56.3)              | 18.4 (65.1)              | 21.8 (71.2)              | 25.6 (78.1)              | 26.8 (80.2)              | 23.0 (73.4)              | 17.2 (63.0)              | 11.0 (51.8)              | 5.8 (42.4)               | 15.0 (58.9)              |
| 일평균 최저 기온 °C (°F)                                     | −1.3 (29.7)              | −0.5 (31.1)              | 2.9 (37.2)               | 8.0 (46.4)               | 13.6 (56.5)              | 18.0 (64.4)              | 21.9 (71.4)              | 23.0 (73.4)              | 19.3 (66.7)              | 13.2 (55.8)              | 6.3 (43.3)               | 0.9 (33.6)               | 10.4 (50.8)              |
| 역대 최저 기온 °C (°F)                                       | −11.9 (10.6)             | −8.3 (17.1)              | −4.8 (23.4)              | −1.4 (29.5)              | 2.3 (36.1)               | 10.6 (51.1)              | 14.5 (58.1)              | 15.6 (60.1)              | 8.4 (47.1)               | 2.1 (35.8)               | −2.4 (27.7)              | −6.3 (20.7)              | −11.9 (10.6)             |
| 평균 강수량 mm (인치)                                        | 35.2 (1.39)              | 35.1 (1.38)              | 75.9 (2.99)              | 91.3 (3.59)              | 120.8 (4.76)             | 132.0 (5.20)             | 147.3 (5.80)             | 135.8 (5.35)             | 181.4 (7.14)             | 166.1 (6.54)             | 61.6 (2.43)              | 37.7 (1.48)              | 1,229.9 (48.42)          |
| 평균 강수일수 (≥ 1.0 mm)                                     | 3.9                      | 4.6                      | 8.6                      | 9.4                      | 11.0                     | 12.1                     | 11.6                     | 8.6                      | 11.0                     | 10.2                     | 6.0                      | 4.2                      | 101.2                    |
| 평균 월간 일조시간                                           | 208.7                    | 195.1                    | 197.2                    | 190.6                    | 184.7                    | 128.6                    | 144.7                    | 168.1                    | 133.1                    | 145.1                    | 165.0                    | 188.5                    | 2,049.5                  |
| 출처: 일본 기상청 (평년값: 1991년~2020년, 극값: 1978년~현재) |                          |                          |                          |                          |                          |                          |                          |                          |                          |                          |                          |                          |                          |

## 교통

### 철도
- 동일본 여객철도 도호쿠 본선(우쓰노미야선)

### 도로
- 국도 제4호선
  - 신 4호 국도
- 국도 제125호선
- 국도 제354호선